# Idenors landskommun
Idenors landskommun var en tidigare kommun i Gävleborgs län. Centralort var Idenor.

## Administrativ historik
Idenor landskommun inrättades den 1 januari 1863 i Idenors socken i Hälsingland  när 1862 års kommunalförordningar trädde i kraft. 
Den 23 november 1906 inrättades Åviks municipalsamhälle i ett område nära Hudiksvalls stad som var delat mellan Idenors landskommun och Hälsingtuna landskommun. Den 1 januari 1911 inkorporerades detta område i staden varvid municipalsamhället upplöstes.
Den 1 januari 1949 (enligt beslut den 19 mars 1948) överfördes från Idenors landskommun och församling till Njutångers landskommun och församling vissa områden med 31 invånare och omfattande en areal av 1,66 km², varav allt land.
Kommunen upphörde vid kommunreformen 1952, då den gick upp i Hudiksvalls stad. Sedan 1971 tillhör området den nuvarande Hudiksvalls kommun.

### Kyrklig tillhörighet
I kyrkligt hänseende tillhörde kommunen Idenors församling.

## Kommunvapen
Idenors landskommun förde inte något vapen.

## Politik

### Mandatfördelning i valen 1938-1946
| 4 | 8 | 1 | 1 | 5 | 1 |

| 19 |

| 2 | 10 | 1 | 6 | 1 |

| 20 |

| 6 | 7 | 7 |

| 20 |

### Fotnoter
1. ↑  Per Andersson: Sveriges kommunindelning 1863-1993, Draking, Mjölby 1993, ISBN 91-87784-05-X, s. 88
2. ↑   ( PDF) Folkräkningen den 31 december 1950, I, Areal och folkmängd inom särskilda förvaltningsområden m.m., Tätorter. Stockholm: Statistiska centralbyrån. 1952. sid. 104 & 107. Arkiverad från originalet den 1 oktober 2014. https://www.webcitation.org/6T09ZkyrB?url=http://www.scb.se/Grupp/Hitta_statistik/Historisk_statistik/_Dokument/SOS/Folkrakningen_1950_1.pdf. Läst 18 november 2017 Arkiverad 29 oktober 2013 hämtat från the Wayback Machine.